# Elmoia exartema
Elmoia exartema är en tvåvingeart som först beskrevs av Hardy och Linda M. Kohn 1964.  Elmoia exartema ingår i släktet Elmoia och familjen styltflugor. Inga underarter finns listade i Catalogue of Life.